# Arquidiócesis de Glasgow (antigua)
La arquidiócesis de Glasgow (antigua) (en latín: Archidioecesis Glasguensis y en inglés: Archdiocese of Glasgow) fue una circunscripción eclesiástica de la Iglesia católica en el Reino Unido. Se trataba de una arquidiócesis latina, sede metropolitana de la provincia eclesiástica de Glasgow. Fue suprimida de hecho en 1571, falleciendo su último católico obispo el 24 de abril de 1603.

## Territorio y organización
La arquidiócesis extendía su jurisdicción sobre los fieles católicos de rito latino residentes en parte del sur de Escocia, en donde era la circunscripción eclesiástica más grande. Incluía Clydesdale, Teviotdale, partes de Tweeddale, Liddesdale, Annandale, Nithsdale, Cunninghame, Kyle, y Strathgryfe, también como de Lennox, Carrick y la parte de Galloway conocida como Desnes.
La sede de la arquidiócesis se encontraba en la ciudad de Glasgow, en donde se halla la excatedral de San Mungo, que desde la Reforma escocesa en 1560 es utilizada por la Iglesia de Escocia, siendo desde 1587 propiedad de la Corona británica.
La arquidiócesis tenía como sufragáneas a las diócesis de: Whithorn-Galloway, Lismore o Argyll y de las Islas.

## Historia

### Origen
Los orígenes de la diócesis de Glasgow están envueltos en la oscuridad y la incertidumbre. Según la tradición, el primer obispo de Glasgow fue Mungo (también conocido como Kentigerno) en el siglo VI. Sin embargo, esta tradición se basa en la vida del santo, que no es anterior al siglo XII, época en la que estaba viva la polémica que enfrentaba a la Iglesia de Glasgow con la de York: esta última reivindicaba su jurisdicción metropolitana sobre la sede de Glasgow, que en cambio afirmó con fuerza su independencia. Es cierto que el Reino de Strathclyde, del cual Glasgow era el centro principal, siendo un reino cristiano, casi con certeza tuvo obispos, pero ninguno se conoce hasta el siglo XI.
Los primeros obispos conocidos después de Mungo se conocen solo por la documentación producida en York, pero se desconocen por la tradición desarrollada en Glasgow. Estos serían los obispos Magsuea (¿MacSuein?) y John el Capellán, consagrados por el arzobispo Kynsige de York († 1060), y Michael, consagrado por el arzobispo Thomas (1109-1114). Según los historiadores, la existencia histórica real de estos obispos es sospechosa, ya que York buscó extender sus derechos metropolitanos sobre la sede de Glasgow.
En cambio, respecto a la documentación producida en Glasgow, el documento más antiguo que habla de la sede episcopal en esta ciudad es un informe (notitia), redactado antes de 1125, que narra, en presencia del rey David I de Escocia, la fundación e historia de la diócesis: se habla de san Mungo, de la devastación y destrucción que sufrió la ciudad, pero no se nombra ningún otro obispo. El documento continúa relatando cómo fue el rey David quien restauró la diócesis de Glasgow, eligiendo como obispo a su capellán y tutor John, con el consentimiento del papa Pascual II. Este hecho se habría producido en torno a los años 1114/1118. Según los historiadores, este memorial debe tomarse con la debida cautela, dado el tono fuertemente antiyorkino presente en el texto, que por tanto representaría el punto de vista de Glasgow.
Cualquiera que haya sido el caso, lo cierto es que John es el primer obispo de Glasgow documentado históricamente, cuya organización eclesiástica se debió en gran medida a la política religiosa del rey David I.

### Antes de la Reforma protestante
La primera preocupación del obispo John fue la construcción de la catedral, consagrada el 7 de julio de 1136. Casi nada queda de esta iglesia. La catedral fue ampliada por el obispo Jocelin en 1181 y consagrada en tiempos inciertos, pero no antes de 1197. Junto con la catedral, John también fundó el capítulo de canónigos.
La diócesis de Glasgow pudo mantener su independencia frente a las pretensiones de los arzobispos de York. Sin embargo, dado que Escocia no tenía sede metropolitana, los obispos elegidos tenían que ir a Roma para que se reconociera su elección y fueran consagrados. Al regresar de Roma en 1175, el obispo Jocelin llevó consigo una bula del papa Alejandro III que reconocía la independencia de Glasgow y la sometía a la sujeción inmediata a la Santa Sede.
En el siglo XII la diócesis incluía los condados de Ayr, Renfrew, Dumbarton, Lanark, Selkirk, Roxburghshire, Peebles, Dumfries y parte de Kirkcudbright. Además de la jurisdicción eclesiástica sobre estas tierras, los obispos también ejercieron jurisdicción temporal sobre varias propiedades, incluida la baronía de Conclud, dividida en los distritos de Partick, Govan, Badermonoc y Shettleston. En esta época la diócesis se convirtió en una de las más grandes y más ricas del Reino de Escocia, llevando de consecuencia también riqueza a Glasgow. De hecho entre el 1175 y 1178 el obispo Jocelin obtuvo del rey Guillermo I de Escocia el estatus de ciudad para Glasgow, permitiendo con eso el asentamiento de monopolios comerciales y de otras garantías legales. 
Hasta 1560, cuando la práctica de la fe católica fue suprimida por ley del Parlamento de Escocia, casi todos los obispos de Glasgow asumieron un papel activo en el gobierno del país, ya sea como cancilleres o tesoreros del reino, o como regentes en la minoría de un soberano. El obispo Robert Wishart (consagrado en 1272 y muerto en 1316) se destacó por su patriotismo durante las guerras de independencia de Escocia y fue amigo de William Wallace y Robert Bruce. William Turnbull (consagrado en 1447 y muerto en 1454) obtuvo la carta fundacional de la Universidad de Glasgow del papa Nicolás V en 1450.
En 1472 la sede de San Andrés fue elevada al rango de sede metropolitana, a la que se sometieron como sufragáneas todas las diócesis escocesas, incluida la de Glasgow. El 9 de enero de 1492 el papa Inocencio VIII también elevó a Glasgow al rango de sede metropolitana mediante la bula Personam tuam.

### Reforma protestante
El último obispo antes de la Reforma protestante y la supresión de las diócesis católicas fue James Beaton, quien huyó a París, Francia, donde murió el 24 de abril de 1603. En 1571 la arquidiócesis católica fue efectivamente suprimida tras la Reforma protestante, pero en 1598 el rey Jacobo VI de Escocia (más tarde Jacobo I de Inglaterra) devolvió el título (sin jurisdicción) y las anualidades a Beaton. La diócesis protestante de la Iglesia episcopal escocesa continuó oficialmente hasta 1688, cuando se le quitaron todas las iglesias y propiedades y se asignaron a la Iglesia "reformada" (presbiteriana) de Escocia, pero ha continuado de facto hasta el presente; desde 1837 se la llama diócesis de Glasgow y Galloway.

### Restauración
Con la afirmación de la Reforma escocesa, todas las diócesis católicas escocesas fueron efectivamente suprimidas y sus territorios sometidos al vicariato apostólico de Inglaterra, que fue erigido en 1622 (hoy arquidiócesis de Westminster). Algunos misioneros fueron enviados a Escocia, incluido el jesuita John Olgivie, que fue martirizado en Glasgow en 1615.
En 1653 el papa Inocencio X erigió una prefectura apostólica para Escocia, que se convirtió en vicariato apostólico en 1694. En 1683 fracasó un intento de abrir una capilla católica en Glasgow, ciudad en la que no se documentan católicos hasta la segunda mitad del siglo XVIII, hasta el llegada de inmigrantes irlandeses. 
El 4 de marzo de 1878 el papa León XIII restableció la jerarquía católica en Escocia. Se restauraron las antiguas sedes anteriores a la Reforma, incluida la de Glasgow, con el rango de arquidiócesis no metropolitana, inmediatamente sujeta a la Santa Sede.

## Episcopologio
- John † (1115-28 de mayo de 1147 falleció)
- Herbert † (24 de agosto de 1147-1164 falleció)
- Ingelram † (28 de octubre de 1164-2 de febrero de 1174 falleció)
- Jocelin † (1 de junio de 1175-17 de marzo de 1199 falleció)
- Hugh de Roxburgh † (1199-10 de julio de 1199 falleció)
- William de Malvoisin, O.F.M. † (1200-1202 nombrado obispo de San Andrés)
- Fiorenzo de Holanda (después de 1202-1207 falleció)
- Walter † (2 de noviembre de 1208-1232 falleció)
- William de Bondington † (después del 8 de septiembre de 1233-1258 falleció)
- John de Cheam † (1260-1268 falleció)
- Nicholas de Moffat † (1268-1270 falleció)
- William Wishart † (circa 1271-15 de mayo de 1273 nombrado obispo de San Andrés)
- Robert Wishart † (1273-noviembre de 1316 falleció)
- Stephen de Dunnideer † (13 de junio de 1317-1318 falleció)
- John de Egglescliffe, O.P. † (17 de julio de 1318-1322 nombrado obispo de Connor)
- John de Lindsay † (15 de marzo de 1323-1335 falleció)
- John Wishart † (17 de febrero de 1337-1338 falleció)
- William Rae † (20 de febrero de 1339-27 de enero de 1367 falleció)
- Walter Wardlaw † (14 de abril de 1367-23 de diciembre de 1383 creado pseudocardenal)
  - Walter Wardlaw † (23 de diciembre de 1383-1387 falleció) (administrador apostólico)
- Matthew de Glendonwyn † (1389-10 de mayo de 1408 falleció)
  - John Framisden, O.F.M. † (1 de marzo de 1391) (obispo electo)
- William de Lauder † (9 de julio de 1408-14 de junio de 1425 falleció)
- John Cameron † (22 de abril de 1426-24 de diciembre de 1426 falleció)
- James Bruce † (3 de febrero de 1447-? falleció)
- William Turnbull † (27 de octubre de 1447-3 de septiembre de 1454 falleció)
- Andrew de Durisdeer † (5 de mayo de 1455-20 de noviembre de 1473 falleció)
- John Laing † (28 de enero de 1474-11 de enero de 1483 falleció)
- Robert Blackadder † (19 de marzo de 1483-28 de julio de 1508 falleció)
- James Beaton I † (19 de enero de 1509-10 de octubre de 1522 nombrado arzobispo de San Andrés)
- Gavin Dunbar † (8 de julio de 1524-30 de abril de 1547 falleció)
- Alexander Gordon † (5 de marzo de 1550-4 de septiembre de 1551 renunció[nota 2])
- James Beaton II † (4 de septiembre de 1551-24 de abril de 1603 falleció)[nota 3]